# ニトロアルカンオキシダーゼ
ニトロアルカンオキシダーゼ（nitroalkane oxidase）は、窒素代謝酵素の一つで、次の化学反応を触媒する酸化還元酵素である。
ニトロアルカン + H2O + O2 {\displaystyle \rightleftharpoons } アルデヒド または ケトン + 亜硝酸 + H2O2
反応式の通り、この酵素の基質はニトロアルカンとH2Oと酸素、生成物はアルデヒドまたはケトンと亜硝酸とH2O2である。
組織名はnitroalkane:oxygen oxidoreductaseで、別名にnitroethane oxidase、NAO、nitroethane:oxygen oxidoreductaseがある。